# سقانفار شرمه‌کلا
سقانفار شرمه کلا مربوط به دوره قاجار است و در شهرستان بابلسر، بخش رودبست، دهستان خشکرود، روستای شرمه کلا واقع شده و این اثر در تاریخ ۱۴ اسفند ۱۳۸۵ با شمارهٔ ثبت ۱۷۷۹۶ به‌عنوان یکی از آثار ملی ایران به ثبت رسیده است.